# Marcelo Ramos
Marcelo Ramos (ur. 25 czerwca 1973) – brazylijski piłkarz występujący na pozycji napastnika.

## Kariera klubowa
Od 1994 do 2011 roku występował w klubach EC Bahia, Cruzeiro EC, PSV Eindhoven, São Paulo, Nagoya Grampus Eight, Sanfrecce Hiroszima, Corinthians Paulista, Vitória, Atlético Nacional, Santa Cruz, Athletico Paranaense, Ipatinga, Madureira, Paysandu SC, Araxá i Itumbiara.